# Stadtpark (Fernsehfilm)
Stadtpark ist ein Fernsehfilm von Klaus Wagner mit Inge Meysel in der Hauptrolle. Die NDR-Produktion entstand im Studio Hamburg. 

## Inhalt
Anna Thielecke arbeitet als mobile Eisverkäuferin für Herrn Graeber, der in einem Berliner Park eine Imbissbude betreibt. Seine etwas ungelenken Annäherungsversuche ignoriert die alleinstehende Frau geflissentlich. Eines Tages entdeckt sie den 8-jährigen Peter Berger, der sich im Park versteckt hat, weil seine geschiedenen Eltern, Herbert und Alice, sich wieder einmal um den Jungen gestritten haben, obwohl das Sorgerecht der Mutter zugesprochen wurde. Anna nimmt das Kind mit zu sich nach Hause. Als der Junge schläft, will sie die Eltern informieren, doch die stehen durch einen Hinweis Graebers bereits vor ihrer Tür und nehmen den Jungen mit, wobei es erneut zu heftigen Streitereien zwischen Vater und Mutter kommt.
Da Peter in der Folgezeit mehrmals von zu Hause wegläuft und immer wieder Zuflucht bei Anna sucht, informiert diese das Vormundschaftsgericht. Nach Anhörung aller Beteiligten, bestimmt der Richter Anna zum Vormund und regt einen Versöhnungsversuch zwischen den Eltern an. Anna hat erkannt, dass die beiden sich noch immer mögen und erreicht durch einen Trick, dass sich Herbert und Alice tatsächlich wieder näherkommen. Schließlich gehen sie ein zweites Mal die Ehe miteinander ein, womit die Vormundschaft endet. Das will aber Peter nicht wahrhaben und weigert sich, Anna zu verlassen. Diese sieht keinen anderen Ausweg, als den Jungen wahrheitswidrig zu beschimpfen, dass er ihr eine Last geworden und sie froh sei, ihn loszuwerden. In ihrer Verzweiflung schlägt sie dem Jungen ins Gesicht. Peter reagiert entsetzt und verstört und verlässt mit seinen Eltern den Park. 
Parallel dazu sorgt sich Anna um das Liebesleben ihrer Tochter Inge, die mit Rudi Seeger, dem Sohn des Fabrikanten Rudolf Seeger verlobt ist. Vater und Sohn sind zerstritten. Rudolf Seeger verlangt von Anna unmissverständlich, dass ihre Tochter die Beziehung beendet, da er sie für nicht standesgemäß erachtet, und bietet ihr dafür Geld, was Anna empört ablehnt. Rudi, der im Betrieb seines Vaters arbeitet, kündigt daraufhin und steigt erfolgreich bei Herrn Graebers Imbiss ein. Doch Anna gelingt es, die beiden Dickschädel wieder zu versöhnen.

## Sonstiges
Die Schwarz-Weiß-Produktion basiert auf dem gleichnamigen Volksstück des österreichischen Dramatikers Hans Morgenstern, der hier das Pseudonym Hans Schubert nutzte, und wurde von Fred Denger für den Film adaptiert. 
Die Dreharbeiten fanden im Sommer 1963 im Berliner Volkspark Jungfernheide und im Studio Hamburg statt. Die Bauten stammten von Ellen Schmidt. Erich Dunskus wird im Abspann in seiner Rolle als Imbissbudenbesitzer Graeber nicht genannt.
Der Film hatte bei seiner Erstausstrahlung eine Zuschauerquote von 67 % und wurde bis 1987 mehrmals wiederholt. Die Fernsehzeitschrift Gong kündigte in Heft 40/1963 den Film als „Volksstück im Berliner Milieu über eine gutherzige Frau“ an. Anlässlich einer Wiederholung 1972 schrieb das Blatt: „Der Sonntagabend wurde mit diesem Spiel ein erfreulicher, heimeliger Filmabend. Inge Meysel, die Frau Thielecke meisterhaft verkörpert, ist es gelungen, Wärme und Herzlichkeit in die "gute Stube" zu bringen.“ (Heft 34/1972).
Derselbe Stoff wurde bereits 1951 von Hubert Marischka verfilmt. Die Hauptrolle spielte Annie Rosar. In Deutschland lief der Film unter dem Titel Kleiner Peter, große Sorgen. 
Der Film ist 2019 auf DVD erschienen.